# Síkrossz

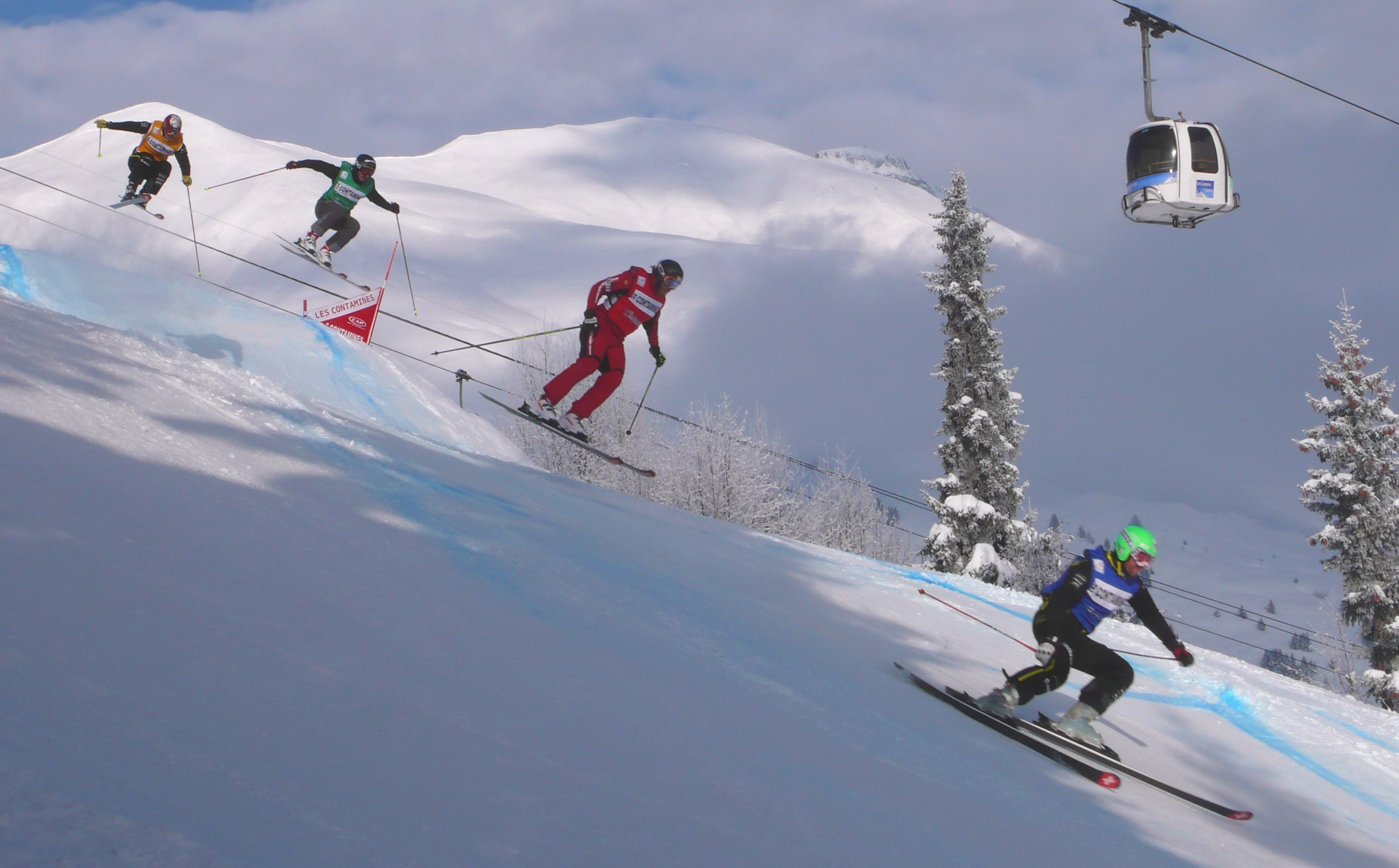
Jelenet egy 2010-es franciaországi versenyről

A síkrossz a síakrobatika versenyek egyik fiatal irányzata. Extrém, technikát, taktikát és nagy koncentrációt igénylő időmérős versenyszám. A síakrobatikában  hagyományosan megtalálható terepjegyeket foglalja magában, nagy légi ugrásokat és magas kanyarokat tartalmazó pályákkal. Döntött kanyarokból, buckákból, ugratókból áll a pálya. A síkrosszt az különbözteti meg más alpesi sísportágaktól, hogy egynél több (gyakran 4 vagy 6) síelő  egymás ellen küzd a pályán.  Tilos, ezért a versenyből való kizáráshoz vezet bármilyen szándékos érintkezés más versenyzőkkel, mint például a megragadás vagy bármilyen más érintkezési forma, amelynek célja a versenyző előnyhöz juttatása.

## Fordítás
Ez a szócikk részben vagy egészben  a   Ski cross című angol Wikipédia-szócikk fordításán alapul.  Az eredeti cikk szerkesztőit annak laptörténete sorolja fel. Ez a jelzés csupán a megfogalmazás eredetét és a szerzői jogokat jelzi, nem szolgál a cikkben szereplő információk forrásmegjelöléseként.